# Knut II.
Knut II. Holmgersson zvaný Vysoký (švédsky Knut Långe till Sko) byl králem Švédska od roku 1229 do své smrti v roce 1234. Mohl být pravnukem Erika IX. – ságy uvádějí, že Filip Eriksson, nejmladší syn Erika IX., byl otcem Holmgera, otce Knuta II.
Knut byl členem rady, která Švédsku vládla v letech 1222–1229, kdy byl králem mladý Erik XI. V roce 1229 byl Erik sesazen z trůnu po bitvě u Olustry. V roce 1231 byl Knut korunován králem, ale jeho vláda byla krátká. Po jeho smrti se na trůn vrátil Erik XI., který pak vládl až roku 1250.
Knutovou manželkou byla Helena, dcera dánského rytíře Pedera Strangessona. Oba jejich synové – Holmger († 1248) a Filip († 1251) – byli popraveni v době nástupu Folkungů na královský trůn.